# Sketchpad
Sketchpad ist ein Programm, das 1962 als Teil der Doktorarbeit von Ivan Sutherland am Massachusetts Institute of Technology (MIT) entstand.
Es stellte in Zeiten der späten Lochkartenrechner einen ersten Schritt in Richtung graphische Schnittstelle und CAD dar, nutzte bereits einen frühen Röhrenbildschirm und die gerade erfundenen Lichtgriffel. Die Anwendung lief auf einem massiv umgebauten Lincoln-TX-2-Rechner, der nach Ende der Arbeiten zurückgebaut wurde.
Das Programm wies bereits erste objektorientierte Ansätze auf: Bei Änderung der zentralen Zeichnung änderten sich auch die weiteren, abgeleiteten Zeichnungen.
Bis zur Anwendung der Technologie im CAD-Bereich, etwa bei den frühen Plotter-Anwendungen von Konrad Zuse oder im Interface-Bereich (Xerox, Macintosh, PC/GEOS, Windows, KDE, GNOME) war es noch ein weiter Weg. Eine der ersten praktischen Anwendungen der Lichtgriffel-Röhrenschirm-Kombination war die Luftraumüberwachung im Rahmen des nordamerikanischen SAGE-NORAD-Programms.